# Malá čarodějnice
Malá čarodějnice je československý animovaný televizní seriál z roku 1984 poprvé vysílaný v rámci večerníčku v listopadu téhož roku. Seriál vznikl na základě knihy Malá čarodějnice německého spisovatele a libereckého rodáka Otfrieda Preußlera. Původně vznikly tři epizody, následně bylo dotočeno dalších 11 epizod.
Scénář připravili Kamil Pixa, Zdeněk Smetana a Jaroslav Vokřál, režie se ujal Zdeněk Smetana. Hudbu zkomponoval Petr Skoumal, za kamerou stáli Jiří Ševčík a Zdeněk Pospíšil. Seriál namluvila Jiřina Bohdalová. Bylo připraveno celkem 14 epizod, v délce cca 9 až 10 minut.
Seriál má také stejnojmennou filmovou verzi, která vznikla pospojováním všech seriálových dílů.

## Synopse
Hlavní postavou seriálu je malá čarodějnice, která bydlí v chaloupce, ani velké ani malé ani hezké ani ošklivé, tak akorát pro ni a jejího moudrého přítele havrana Abraxase. Má však jedno veliké přání: ráda by si s ostatními čarodějnicemi zatancovala na Skalnaté hoře o Filipojakubské noci. Starší družky ji nechtějí, protože je ještě malá a tak ji vyženou a navíc jí vezmou i létající koště. Malá čarodějnice se v celém příběhu snaží, aby se stala dobrou čarodějnicí a pomáhá lidem, jak se dá…

## Seznam dílů
1. Malá čarodějnice a první kouzlení
2. Malá čarodějnice a teta Bimbula a ostatní tetičky
3. Malá čarodějnice a předlouhá cesta domů
4. Malá čarodějnice a nové létací koště
5. Malá čarodějnice a dobré skutky
6. Malá čarodějnice a smutný koníček
7. Malá čarodějnice a páteční kouzla
8. Malá čarodějnice a střelecká slavnost
9. Malá čarodějnice a báječný karneval
10. Malá čarodějnice a maškarní bál v lese
11. Malá čarodějnice a havranův bratranec
12. Malá čarodějnice a velká starost
13. Malá čarodějnice a závěrečná zkouška
14. Malá čarodějnice a šťastný konec

## Další tvůrci
- Animátor: Boris Masník, Jiří Tyller, Jan Zach, Jiří Miška
- Výtvarník: Zdeněk Smetana